# Zézé Gamboa
José Augusto Octávio Gamboa dos Passos, kurz Zézé Gamboa (* 31. Oktober 1955 in Luanda) ist ein angolanischer Filmregisseur und Tontechniker.

## Leben
Zwischen 1974 und 1980 führte er Regie bei den Nachrichtensendungen des angolanischen Fernsehens. Danach ging er zum Studium nach Paris, wo er 1984 sein Diplom als Toningenieur erwarb. Er arbeitete seither als Tontechniker, insbesondere im Portugiesischen Film. Parallel begann er selbst Regie zu führen, erstmals 1988 mit seinem dokumentarischen Kurzfilm Mopiopio.
Nach weiteren Kurzfilmen wurde O Herói 2004 Gamboas erster abendfüllender Spielfilm. Das Werk thematisiert anhand eines Kriegsveterans in Luanda die körperlichen und psychischen Verletzungen der Menschen und ihre schwierigen Lebensumstände in Angola nach dem Ende des angolanischen Bürgerkriegs (1975–2002). Der Film gewann eine Reihe Preise, darunter den Preis der Jury beim Sundance Film Festival, den Publikumspreis des Nantes Three Continents Festivals in Nantes, und den Preis für den besten Film beim Los Angeles Pan African Film Festival in Los Angeles.
Gamboa gehört seither zu den wichtigsten Namen im aufstrebenden Angolanischen Kino.
Sein 2012 erschienener Film O Grande Kilapy lief auf verschiedenen Filmfestivals wie dem Toronto International Film Festival, dem Dubai International Film Festival in Dubai und dem London Film Festival. Bei portugiesischen Festivals erreichte er dabei auch Auszeichnungen, so beim Caminhos do Cinema Português in Coimbra (Beste Kostüme) und beim FESTin, dem Festival der Filme des portugiesischen Sprachraums in Lissabon (Bester Schauspieler). Er war zudem für zwei Filmpreise in Portugal nominiert, den Globo de Ouro und die Prémios Sophia.

## Filmografie

### Regie
- 1991: Mopiopio (Doku)
- 1998: Dissidence (Doku)
- 2001: Burned by Blue (Doku, Kurzfilm)
- 2002: O Desassossego de Pessoa (Kurzfilm)
- 2004: O Herói (Spielfilm)
- 2009: Bom Dia, África (Kurzfilm)
- 2012: O Grande Kilapy (Spielfilm)

### Ton (Auswahl)
- 1987: Ballade vom Hundestrand (Regie: José Fonseca e Costa)
- 1996: Fremdes Land (Regie: Walter Salles, Daniela Thomas)
- 1997: O Testamento do Senhor Napumoceno (Regie: Francisco Manso)
- 1997: Especial Cannes: 50 Anos de Festival TV-Doku (Regie: Fernando Matos Silva)